# Un drame au studio
Pour l’article homonyme, voir Shooting Stars.
Pour plus de détails, voir Fiche technique et Distribution.
Un drame au studio (Shooting Stars) est un film britannique réalisé par Anthony Asquith et A.V. Bramble, sorti en 1928.

## Synopsis
Une actrice espère profiter d'un tournage pour tuer son mari en utilisant une vraie balle à la place d'une balle à blanc.

## Fiche technique
- Titre original : Shooting Stars
- Titre français : Un drame au studio
- Réalisation : Anthony Asquith, A.V. Bramble
- Scénario : Anthony Asquith, John Orton
- Direction artistique : Walter Murton, Ian Campbell-Gray
- Photographie : Stanley Rodwell, Henry Harris
- Production : H. Bruce Woolfe
- Société de production : British Instructional Films
- Société de distribution : New Era Films
- Pays de production :  Royaume-Uni
- Langue originale : anglais
- Format : Noir et blanc — 35 mm — 1,33:1 — Film muet
- Genre : drame
- Durée : 80 minutes
- Dates de sortie :
  - Royaume-Uni : février 1928
  - France : 9 août 1929

## Distribution
- Annette Benson : Mae Feather
- Brian Aherne : Julian Gordon
- Donald Calthrop : Andy Wilkes
- Wally Patch
- Chili Bouchier